# Muștiuc

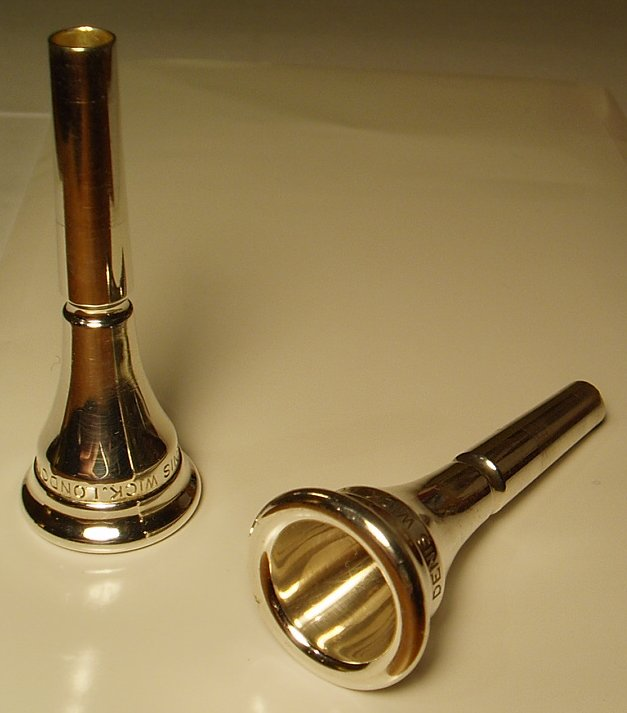
Muștiuc de corn francez

În muzică, prin muștiuc se înțelege partea superioară a unui instrument muzical de suflat care se află în contact direct cu gura sau buzele muzicantului. Prin muștiuc, acesta suflă în instrument un curent de aer care induce vibrații și astfel produce sunete. Sunetul rezultat este influențat atât de materialul din care e confecționat muștiucul cât și de mecanismul fizic implicat.